# Storsundet Laxviken
Storsundet Laxviken este o arie protejată (arie specială de conservare — SAC, sit de importanță comunitară — SCI) din Suedia întinsă pe o suprafață de 17,9 ha, integral pe uscat.

## Localizare
Centrul sitului Storsundet Laxviken este situat la coordonatele 63°49′45″N 14°40′37″E / 63.8291°N 14.6769°E.

## Înființare
Situl Storsundet Laxviken a fost declarat sit de importanță comunitară în ianuarie 2002 pentru a proteja 2 specii de plante și 1 specie de animale. Situl a fost protejat și ca arie specială de conservare în martie 2011.

## Biodiversitate
Situată în ecoregiunea alpină, aria protejată conține 2 habitate naturale: Taiga vestică, Mlaștini alcaline.
La baza desemnării sitului se află mai multe specii protejate:
- plante (2): Hamatocaulis vernicosus, ochii-șoricelului (Saxifraga hirculus)
- nevertebrate (1): Vertigo geyeri